# Coppa di Estonia di pallacanestro maschile
La Coppa di Estonia (et. Eesti karikavõitja) di pallacanestro è un trofeo nazionale estone organizzato dalla Federazione cestistica dell'Estonia dal 2001.

## Albo d'oro
- 2001  Kalev
- 2002  Tartu Ülikooli
- 2003  TalTech
- 2004  Tartu Ülikooli
- 2005  Kalev/Cramo
- 2006  Kalev/Cramo
- 2007  Kalev/Cramo
- 2008  Kalev/Cramo
- 2009  Tartu Ülikooli
- 2010  Tartu Ülikooli
- 2011  Tartu Ülikooli
- 2012  Rakvere Tarvas
- 2013  Tartu Ülikooli
- 2014  Tartu Ülikooli
- 2015  Kalev/Cramo
- 2016  Kalev/Cramo
- 2020  Kalev/Cramo
- 2021  Tartu Ülikooli
- 2022  Kalev/Cramo
- 2024  Kalev/Cramo
- 2025  Kalev/Cramo

## Vittorie per club
| Squadra        | Vittorie | Anni                                                       |
| -------------- | -------- | ---------------------------------------------------------- |
| Kalev/Cramo    | 10       | 2005, 2006, 2007, 2008, 2015, 2016, 2020, 2022, 2024, 2025 |
| Tartu Ülikooli | 8        | 2002, 2004, 2009, 2010, 2011, 2013, 2014, 2021             |
| Rakvere Tarvas | 1        | 2012                                                       |
| TalTech        | 1        | 2003                                                       |
| Tallinna Kalev | 1        | 2001                                                       |